# 옥천향수신문
옥천향수신문은 충청북도 옥천군에 있는 지역 신문사이다.

## 연혁
- 2015.11.05. 신문사업 등록
- 2016.01.14. 소식지 발행
- 2016.01.28. 창간호 발행 및 창간식 개최